# Dżandari
Dżandari (gruz. ჯანდარი; azer. Candargöl) – jezioro położone na granicy Gruzji w regionie Dolna Kartlia oraz Azerbejdżanu w rejonie Ağstafa. Zajmuje powierzchnię około 12,5 km² przy zlewni wynoszącej 102 km². Powierzchnia zlewni dla Gruzji to 68 km² (67%) natomiast dla Azerbejdżanu 34 km² (33%). Maksymalna głębokość jeziora to 7,2 m przy średniej głębokości wynoszącej 4,8 m.
Jezioro zasilane jest wodami rzeki Kura doprowadzanymi kanałem Gardabani.
Część obszaru jeziora zajmuje ostoja ptaków IBA, na terenie której zaobserwowano obecność takich ptaków jak kormoran mały i orzeł cesarski.